# WordReference.com
WordReference.com è un dizionario multilingue online gratuito.

## Storia
Fondato da Michael Kellogg nel 1999, in pochi anni è diventato uno dei dizionari online più usati in assoluto principalmente per le traduzioni da inglese a spagnolo, da inglese a francese, da inglese a italiano, da inglese a portoghese, da inglese a tedesco e viceversa.
All'interno del sito è possibile iscriversi a diversi forum, in cui si discutono argomenti, espressioni e traduzioni dalla propria lingua a quella d'interesse.